# Rhizobium cellulosilyticum
Rhizobium cellulosilyticum es una especie de bacterias gram-negativa descrita por investigadores de la Universidad de Salamanca, y publicada en la revista IJSEM por Paula García Fraile y colaboradores. Pertenece a un grupo de bacterias fijadoras de nitrógeno que se denominan colectivamente rizobios.